# Załozie (obwód miński)
Załozie (biał. Залаззе; ros. Залазье) – wieś na Białorusi, w obwodzie mińskim, w rejonie soligorskim, w sielsowiecie Akciabr.
Dawniej zaścianek. W latach 1919–1920 znajdowało się w Polsce, pod Zarządem Cywilnym Ziem Wschodnich. Wyznaczona w traktacie ryskim granica polsko-sowiecka pozostawiła miejscowość po stronie sowieckiej.